# Julianne Hough
Julianne Alexandra Hough (Orem, 20 de julho de 1988) é uma atriz, dançarina e cantora norte-americana.

## Biografia e carreira
Tornou-se conhecida nos Estados Unidos por sua presença no reality show do canal ABC “Dancing with the Stars”, tendo sido campeã da atração por duas vezes (na temporada com Apolo Anton Ohno e na quinta com Helio Castroneves) e recebendo em 2007, uma indicação ao prestigiado premio da TV, o Emmy Awards, pela sua coreografia no programa.
Em dezembro de 2007, Hough conseguiu realizar seu sonho na música assinando com a gravadora Mercury Nashville e entrando em turnê com o famoso cantor de country Brad Paisley.
Em 2008, seu primeiro single, “That Song In My Head” conseguiu garantir uma posição no Top 20 da parada country americana, levando seu álbum de estreia, “Julianne Hough”, produzido por David Malloy, ao topo do Billboard Top Country Albums e ao #03 na parada geral americana, o Billboard Top 200.
Em outubro de 2008, Julianne lançou o EP de natal “Sounds Of The Season”, que mesmo sendo vendido exclusivamente na cadeia de lojas Target, chegou ao #02 da parada de álbuns country.
Em 2009, Julianne começou a trabalhar em seu segundo álbum, além de abrir a turnê da lenda do country, George Strait atuou ao lado de Dennis Quaid no filme de 2011 Footloose.
É irmã de Derek Hough, também dançarino do Dancing With The Stars, que ganhou a competição por cinco vezes (na sétima temporada (2008), com a modelo e apresentadora Brooke Burke, na décima (2010) com a cantora Nicole Scherzinger, na décima primeira (2010) com a atriz Jennifer Grey, na décima sexta (2013) com a cantora country Kellie Pickler e na décima sétima (2013) com a atriz de Glee Amber Riley).
Participou como Georgia no filme Burlesque, junto com Cher e Christina Aguilera. Julianne também participou no Rock of Ages (filme de 2012) no qual ela interpreta Sherrie Christian. Durante as gravações do filme Hough teve um caso com seu parceiro de elenco Diego Boneta, mas acabou no mesmo ano. Em fevereiro de 2013, foi lançado o filme Um Porto Seguro, baseado no livro de Nicholas Sparks, no qual ela foi a protagonista junto com o ator Josh Duhamel. Recentemente interpretou o icônico papel de Sandy no especial televisivo ao vivo Grease: Live!, um tributo ao clássico Grease: Nos Tempos da Brilhantina.
Em 2010, namorava o apresentador do E!News e American Idol Ryan Seacrest. Atualmente está casada com o jogador de hockey Brooks Laich.

## Filmografia

### Cinema
| Ano  | Título                                | Papel                        |
| ---- | ------------------------------------- | ---------------------------- |
| 2001 | Harry Potter and the Sorcerer's Stone | Aluna de Hogwarts            |
| 2010 | Burlesque                             | Georgia                      |
| 2011 | Footloose                             | Ariel Moore                  |
| 2012 | Rock of Ages                          | Sherrie Christian            |
| 2013 | Safe Haven                            | Erin Tierney / Katie Feldman |
| 2013 | Paradise                              | Lamb Mannerhelm              |
| 2015 | Curve                                 | Mallory                      |
| 2016 | Dirty Grandpa                         | Meridith Goldstein           |

### Televisão
| Ano  | Programa     | Papel                           | Nota          |
| ---- | ------------ | ------------------------------- | ------------- |
| 2012 | Nashville    | Epis - "I'm Coming Home to You" | Ela mesma     |
| 2016 | Grease: Live | Sandy Young                     | Filme para TV |
| 2016 | Speechless   | Miss Bloom                      |               |